# Miles Heizer
Miles Dominic Heizer (ur. 16 maja 1994 w Greenville) – amerykański aktor filmowy i telewizyjny. 

## Życiorys
Urodził się w Greenville w Kentucky jako syn pielęgniarki. Ma  starszą siostrę Moriah. Jako dziecko Heizer występował w przedstawieniach w Lexington w Kentucky. Gdy miał dziesięć lat, jego rodzina przeniosła się do Los Angeles.
Po gościnnym występie w serialu kryminalnym CSI: Kryminalne zagadki Miami (2005), zadebiutował w roli Daveya Dannera, którego chora psychicznie owdowiała matka popełnia samobójstwo w swoim samochodzie, parkując na torze kolejowym w dramacie psychologicznym Alison Eastwood Więzy życia (Rails & Ties, 2007) u boku Kevina Bacona i Marcii Gay Harden. Za rolę zdobył nominację do Young Artist Award. Wystąpił w roli Alexa Standalla w serialu Netflix Trzynaście powodów (2017–2020).

## Wybrana filmografia
- 2005: CSI: Kryminalne zagadki Miami jako Joey Everton
- 2007: Ostry dyżur jako Joshua Lipnicki
- 2007: Kości jako Joey
- 2007: Prywatna praktyka jako Michael
- 2007: Shark jako Jackie Buckner
- 2009: Dowody zbrodni jako Keith Oats
- 2010–2015: Parenthood jako Drew Holt
- 2014: Bez kompasu jako Josh
- 2015: Więzienny eksperyment jako Marshall Lovett
- 2015: Memoria jako Sim
- 2016: Wyzwanie (Nerve) jako Tommy
- 2017: Roman J. Israel, Esq. jako Kyle Owens
- 2017–2020: Trzynaście powodów jako Alex Standall
- 2018: Twój Simon jako Cal Price (kolega z klasy Simona)
- 2018: RuPaul’s Drag Race w roli samego siebie